# Zorian Dołęga Chodakowski
 (août 2024).
Si vous disposez d'ouvrages ou d'articles de référence ou si vous connaissez des sites web de qualité traitant du thème abordé ici, merci de compléter l'article en donnant les références utiles à sa vérifiabilité et en les liant à la section « Notes et références ».
Adam Czarnocki, de son vrai nom Zorian Dołęga-Chodakowski (4 avril 1784, Niasvij, Biélorussie - 17 novembre 1825, Tver, Russie) est un archéologue et un ethnologue slaviste polonais. 
Dans son ouvrage "Sur la civilisation pré-chrétienne slave" (1818), il exprime notamment l'idée que le christianisme aurait causé la perte de la civilisation slave, tant sur le plan polititque que culturel, et que la Pologne devrait retourner et ressusciter l'antique religion païenne slave.
En tant qu'archéologue, il travaille sur des restes d'enceintes de villes du haut Moyen Âge, sur des tumulus, en Volhynie, en Podolie et en Galicie. Comme ethnographe, il recueille une grande quantité de chansons populaires, en particulier en Ukraine, mais également en Pologne, en Biélorussie et en Russie.

## Œuvres
- Bez checi podróz moja ("Mon voyage involontaire")
- O Sławiańszczyźnie przed chrześcijaństwem ("Sur la civilisation pré-chrétienne slave"), 1818
- Spiewów slowianskich pod strzecha wiejska zbieranych ("Recueil campagnard de chants slave")
- Pieśni Sławiańskie zebrane pod strzechą, 1973